# 四川省教育厅
四川省教育厅是四川省人民政府的组成部门、主管四川省教育工作的省级教育行政部门。